# 5954 Epikouros
5954 Epikouros eller 1987 QS1 är en asteroid i huvudbältet som upptäcktes den 19 augusti 1987 av den belgiske astronomen Eric W. Elst vid Haute-Provence-observatoriet. Den är uppkallad efter den grekiska filosofen Epikuros.
Asteroiden har en diameter på ungefär 5 kilometer.